# Славно (Лодзинське воєводство)
Славно (пол. Sławno) — село в Польщі, у гміні Славно Опочинського повіту Лодзинського воєводства.
Населення — 431 особа (2011).
У 1975-1998 роках село належало до Пйотрковського воєводства.

## Демографія
Демографічна структура станом на 31 березня 2011 року:
|          | Загалом | Допрацездатний вік | Працездатний вік | Постпрацездатний вік |
| -------- | ------- | ------------------ | ---------------- | -------------------- |
| Чоловіки | 215     | 57                 | 138              | 20                   |
| Жінки    | 216     | 46                 | 116              | 54                   |
| Разом    | 431     | 103                | 254              | 74                   |